# Service d'enlèvement et de destruction d'engins explosifs
Le SEDEE , acronyme de service d'enlèvement et de destruction d'engins explosifs (néerlandais : DOVO - Dienst voor de opruiming en vernietiging van ontploffingstuigen) est une unité de la Composante Terre des forces armées belges dont la mission est l'enlèvement et le démantèlement d'explosifs, comme par exemple des anciennes munitions ou des colis suspects.

## Historique

### Création
Le SEDEE voit le jour directement après la Première Guerre mondiale sous la dénomination de Service de Destruction des Munitions (néerlandais : Dienst voor Vernietiging van Munitie). Ce service travaille sur l'ensemble du territoire belge subdivisé en Service provincial de récupération. En 1922, la quantité de munitions déjà détruite est telle que l'on pense que le déminage ne prendra plus que quelques mois. Mais rapidement, on se rend compte que le problème des munitions non-explosées n'est absolument pas résolu. Le 3 octobre 1923, le service devient officiellement une unité permanente.

### Seconde Guerre mondiale
Durant la Seconde Guerre mondiale, après la capitulation belge le 28 mai 1940, certaines unités belges sont désignées par les forces allemandes pour détruire les champs de mines et les obstacles posés par les alliés dans la Belgique entière. Les démineurs reçurent des Allemands une très élémentaire formation et durent même nettoyer les champs de mines allemands.
Le 16 août 1941, le SEDEE est créé. Du personnel militaire prisonnier fut libéré et y fut incorporé. Leur tâche était d'enlever toutes les munitions non-explosées exception faite pour celles ayant un intérêt militaire. Partout, l'on vit des équipes de déminage : villes après un bombardement allié, endroit où un ancien champ de mines ou un chargement d'explosifs fut découvert ou dépôt de munitions de la Première Guerre retrouvé.
Les activités du SEDEE dépassèrent la mission initiale qui leur avait été attribuée. Le service fut en contact permanent avec la résistance et les alliés. Ils informaient Londres des éventuels défauts de fabrication des détonateurs ou des causes probables de non-explosion des bombes. Les démineurs récupérèrent également les matières explosives au profit des résistants et de leurs actions de sabotage.
Le 16 octobre 1944, un nouveau service est créé : le Service d’Enlèvement et de Destruction d’Engins Explosifs et Obstacles - SEDEEO (néerlandais : Dienst voor Opruiming en Vernietiging van Ontploffingstuigen en Obstakels). Il s'agissait en fait d'officialiser l'unité qui existait depuis 1941 dans la nouvelle armée belge. Le SEDEEO garda le statut d'unité temporaire jusqu'en 1948. En 1944, l'unité comptait 300 hommes. Le déminage du territoire national se fit en fonction des priorités définies par le déroulement de la guerre.

### Après-guerre
Les autorités civiles d'un peu partout firent appel au déminage. À partir du 1er décembre 1945, toutes les unités de déminages furent placées sous un seul commandement et récupérèrent leur ancienne dénomination de SEDEE. De 1944 à 1948, l'unité connut de perpétuels changement de structure. Comme en 1923, on pensa de nouveau qu'un service de déminage serait rapidement inutile. La suppression du SEDEE était à l'ordre du jour mais finalement, le 4 juillet 1947, il fut décidé de diminuer les effectifs à 47 hommes. Cette décision ne fut jamais menée à son terme et fin 1948, le SEDEE comptait encore 350 hommes. Le 1er mai 1948, le SEDEE devint une un organisme de l'armée de base. De 1949 à 1955, l'unité subit les différentes restructurations de l'armée et fin 1955 son effectif était réduit à 115 hommes.
En 1967, la force aérienne créa son propre service de déminage, d'abord appelé "Bureau pour l'Enlèvement et la Destruction d'Engins Explosifs" (néerlandais : Bureau voor Opruiming en Vernietiging van Ontploffingstuigen) et puis plus tard SEDEE/FAé.

### Émergence du terrorisme
Le 31 octobre 1971, il fut décidé, au niveau de la force terrestre, de supprimer le SEDEE comme unité indépendante. Dans la première moitié des années 1970, le terrorisme international fit son apparition en Belgique et il apparut nécessaire de disposer de spécialistes capables de neutraliser des colis suspects, des enveloppes ou des voitures piégées. Qui plus est, le nombre de munitions retrouvées des 2 guerres mondiales dépassait les prévisions (de 3000 à 4000 demandes annuelles d'enlèvement d'explosifs de tout type).
Le 1er août 1974, le SEDEE fut reformé et chaque force de l'armée reçut une partie de la responsabilité du déminage dans son domaine. Le 15 décembre 1985, le nom du SEDEE fut modifié en "Service de Déminage de la Force Terrestre" (néerlandais : Ontmijningsdienst Landmacht). Les services de déminages des 3 forces furent appelés « Service du Déminage des Forces Armées ».
En 1995, suivant la restructuration de l'armée, le Commandement Territorial Interforces (CTI) fut créé. Il fut décidé que tous les services de déminages seraient regroupés sous un commandement unique et sous le nom actuel de Service d'enlèvement et de destruction d'engins explosifs - SEDEE. Le regroupement fut effectif le 1er juillet 2000 avec la signature du protocole d'accord entre le CTI et la Marine.
Lors de la réorganisation de la Défense en 2002, le CTI fut supprimé et le SEDEE passa sous le commandement du COMOPSLAND.

## Organisation
L'unité compte actuellement 280 hommes dont 18 officiers, 137 sous-officiers, 113 caporaux et 12 civils. Parmi ceux-ci, 164 sont démineurs.
L'état-major et une compagnie (compagnie Meerdaal) de l'unité sont basés à Oud-Heverlee dans le bois du Meerdaal.
La compagnie Meerdaal comporte un peloton d'intervention EOD (Explosive Ordnance Disposal), l'école EOD et des équipes de trois démineurs dans les camps d'Elsenborn et de Bourg-Léopold.
Une seconde compagnie est casernée à Poelcappelle/Houthulst et comporte un peloton d'intervention et peloton de démantèlement de munitions toxiques.
La troisième compagnie est basée à Zeebruges et comporte un peloton d'intervention et une école de plongée.

## Missions principales

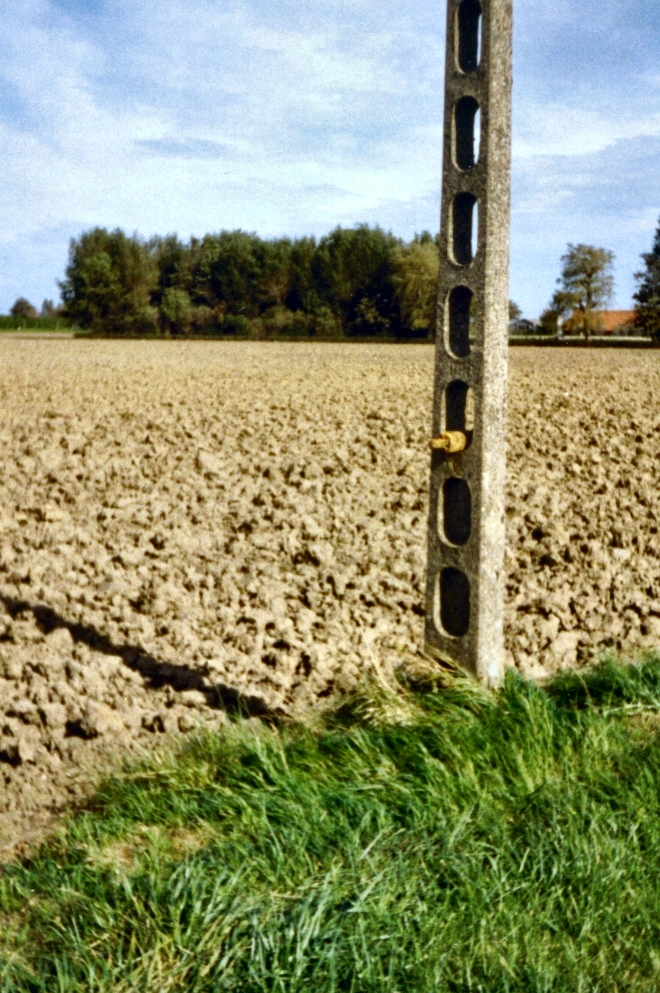
Munition de la Première Guerre mondiale dans le Westhoek, déposée par un fermier en bordure de son champ

Les missions principales du SEDEE sont : 
- Destruction des munitions non-explosées provenant des deux guerres mondiales (mission EOD).

Dans ce domaine, le SEDEE reçoit en moyenne chaque année 3 500 appels pour ce qui va d'une grenade à une bombe de 500 kg et plus. Au total, 250 tonnes de munitions sont enlevées, neutralisées et détruites annuellement et parmi celles-ci, 10 tonnes de munitions "à problèmes" trouvées surtout dans le Westhoek.
- Démantèlement des munitions chimiques et toxiques de la Première Guerre mondiale.

Jusqu'à l'interdiction en 1980, les munitions chimiques étaient noyées au large du golfe de Gascogne. Les 27 000 munitions toxiques restantes furent stockées jusqu'en 2000. Une installation de démantèlement fut installée à Poelcappelle en 1998 et après une période de test fut rendue opérationnelle en 2000. De 2001 à 2004, des investissements furent nécessaires pour optimaliser la procédure de démantèlement.
- Intervention dans le domaine du terrorisme et du grand banditisme (mission IEDD "Improvised Explosive Device Disposal")

L'unité réalise en moyenne 150 à 200 interventions par an pour enquête et neutralisation d'engins suspects (voiture, lettre, valise...). Les analyses post-explosions des résidus d'explosifs sont effectuées par le laboratoire du département de chimie de l'École royale militaire.
Le SEDEE est également prêt à intervenir sur les crashs d'avion pour enlever les munitions et les éléments pyrotechniques et dispose également de plongeurs-démineurs pour les missions en plongée en Belgique et dans ses eaux territoriales (Ready Duty Ships). L'unité forme ses propres démineurs et donne des formations à destination des services de police, des autorités judiciaires et services de renseignements.
Depuis 1991, le SEDEE prend part dans les opérations menées à l'étranger par l'armée belge. D'une part dans le cadre de la protection des troupes belges et d'autre part dans le cadre de déminages à caractère humanitaire et de formation en déminage de personnel local.

## Étendard
Le 10 juin 2001, l'unité reçoit au musée royal de l’Armée l'ancien drapeau du 23e Régiment de ligne.
Il porte les citations suivantes : 
- Campagne 14-18
- Yser
- Steenstraat
- Forêt d'Houtulst
- Anvers.

Il porte également la fourragère de l'ordre de Léopold.

## Sources
- (nl) Cet article est partiellement ou en totalité issu de l’article de Wikipédia en néerlandais intitulé « DOVO (legeronderdeel) » (voir la liste des auteurs).